# 広域連合
広域連合（こういきれんごう）とは、普通地方公共団体及び特別区の事務の一部を広域的に処理することを目的として設置する地方公共団体で、特別地方公共団体の一つである。

## 概説
地方自治の強化の一環として、1994年の地方自治法改正（平成6法48）により新たな制度として導入され、1995年6月から始まった。
複数の地方公共団体によって構成され事務を共同処理するという点では一部事務組合と類似しているが、
一部事務組合が事務を持ち寄って共同処理するための組織であるのに対し、広域連合は広域的な行政の需要に対応するための組織としてより機能と権限が強化されている。
なお、高齢者の医療の確保に関する法律により、2008年4月から始まる75歳以上の者を対象とする後期高齢者医療制度に関する事務は、都道府県の区域ごとにすべての市町村で構成される後期高齢者医療広域連合が行うものとされている。

## 地方自治法における主要な条文
以下では、地方自治法の条数のみを記載する。
- 組合の種類及び設置（第284条） 
都道府県の加入するものにあつては総務大臣、その他のものにあつては都道府県知事の許可を得て、一部事務組合を設けることができる（2項）。
普通地方公共団体及び特別区が、広域にわたり処理する事務に関し広域計画を作成し協議により規約を定め許可を得て設ける（第3項）。
- 設置の勧告等（285条の2）
都道府県知事は、公益上必要がある場合に、関係のある市町村及び特別区に対し、設けるべきことを勧告することができる。
- 広域連合による事務の処理等（第291条の2）
国は、その行政機関の長の権限に属する事務のうち広域連合の事務に関連するものを、別に法律又はこれに基づく政令の定めるところにより、当該広域連合が処理することとすることができる。
都道府県は、その執行機関の権限に属する事務のうち都道府県の加入しない広域連合の事務に関連するものを、条例の定めるところにより、当該広域連合が処理することとすることができる。(第2項)
都道府県の加入する広域連合の長は、その議会の議決を経て、国の行政機関の長に対し、当該広域連合の事務に密接に関連する国の行政機関の長の権限に属する事務の一部を当該広域連合が処理することとするよう要請することができる（第4項）。
- 組織、事務及び規約の変更 （第291条の3）
組織する地方公共団体の数を増減し若しくは処理する事務を変更し、又は広域連合の規約を変更しようとするときは、原則として関係地方公共団体の協議によりこれを定め、加入状況により総務大臣か都道府県知事の許可を受けなければならない。
- 議会の議員及び長（第291条の5）
議会の議員は、広域連合の規約で定めるところにより、住民の投票によりまたは組織する地方公共団体の議会において選挙する（第1項）
広域連合長は、広域連合の規約で定めるところにより、住民の投票によりまたは組織する地方公共団体の長の投票により選挙する（第2項）
- 直接請求（第291条の6） 
直接請求も認められている（第1項）。
さらに、広域連合に特有の直接請求として、規約の変更の要請の請求というものがある（第2項）。この制度は、広域連合を組織する普通地方公共団体又は特別区の議会の議員の選挙権を有する者で当該広域連合の区域内に住所を有する者の総数の3分の1（その総数が40万を超え80万以下の場合は、その越える数に6分の1を乗じて得た数に40万の3分の1を乗じて得た数とを合算して得た数、その総数が80万を超える場合は，その超える数に8分の1を乗じて得た数と40万に6分の1を乗じて得た和と40万に3分の1を乗じて得た数とを合算して得た数）以上の連署により、広域連合長に対し、当該広域連合の規約の変更を要請するよう請求できる（第3項）。この場合、広域連合長は請求の要旨を公表するとともに、当該広域連合を構成する団体に対し、当該広域連合の規約を変更するよう要請しなければならない。要請があった場合、当該広域連合を構成する団体は、これを尊重して必要な措置を執るようにしなければならない(第4項）。
- 広域計画（第291条の7）
広域連合が設けられた後、速やかに、その議会の議決を経て、広域計画を作成しなければならない。広域計画で定めるべき項目は、規約で定めなければならない（291条の4第1項5号）。

## 具体例
都道府県により構成されるもの
- 関西広域連合 - 2010年12月設置（のちに区域内の指定都市も加入している）

市町村及び特別区により構成されるもの
- 消防組合 - 本来は市町村が単独で消防本部を設置しているが、単独で消防業務を行う事が困難な市町村や、消防力の強化を目的に消防広域化をして複数の市町村が共同で消防業務を行うために設置している。広域連合ではなく一部事務組合の場合もある。
- 函館圏公立大学広域連合 - 公立大学法人公立はこだて未来大学を設置
- 後期高齢者医療広域連合が各都道府県に存在する。

都道府県及び市町村により構成されるもの
- 彩の国さいたま人づくり広域連合 - 埼玉県と県内全市町村という珍しい形態。
- 隠岐広域連合 - 島根県、隠岐の島町、海士町、西ノ島町、知夫村
- 地方税回収機構のうちで広域連合の形態をとるものがいくつかの都道府県に存在する。

具体例の詳細は、総務省「広域連合」ページ内の広域連合設置状況を参照のこと。